# Colima (kommun)
Colima är en kommun i Mexiko.   Den ligger i delstaten Colima, i den södra delen av landet, 500 km väster om huvudstaden Mexico City.
Följande samhällen finns i Colima:
- Colima
- Los Tepames
- El Chanal
- Las Guásimas
- Las Tunas
- Loma de Juárez
- El Astillero de Abajo
- Loma de Fátima